# Charles de Navières
Œuvres principales
La Renommée de Ch. de Navyère, sus les réceptions à Sedan, mariage à Mésière, couronnement à Saindenis, et entrées à Paris du Roy et de la Royne
Charles de Navières, né à Sedan le 3 mai 1544 et mort le 15 novembre 1616 à Paris, est un poète français.

## Biographie
Né d'une famille sedanaise noble, mais peu fortunée, il apprit, de bonne heure, le grec et le latin, avec sa langue maternelle. Dans sa jeunesse, il fut musicien et capitaine de la jeunesse de Sedan.
Ses parents l'envoyèrent à Paris, pour étudier. Son éducation achevée, il suivit la carrière des armes, et devint gentilhomme-servant du prince et de la princesse d'Orange (Guillaume Ier d'Orange-Nassau et Charlotte de Montpensier-Bourbon), et ensuite d'Henri-Robert de La Marck, seigneur de Sedan et duc de Bouillon, dont il fut aussi écuyer.
La mort de ce prince, arrivée le 2 décembre 1574, le priva de sa charge. Devenu libre, il résolut de suivre son penchant pour la poésie.
Le 26 novembre 1570, il est présent à Mézières pour le mariage d'Henri Ier de Guise, avec Catherine de Clèves, comtesse d'Eu et princesse de Château-Regnault, fille de François Ier de Nevers. Il y compose La Renommée qui célèbre le cortège nuptial (chants I & II) et la cérémonie du mariage (chant III).
En 1598, il est complice d'un complot pour substituer, à la principauté de Sedan, Charles-Robert de La Marck, oncle catholique de la princesse Charlotte de La Marck, à son mari et héritier testamentaire Henri de la Tour d'Auvergne.
En 1606, il se rendit à la cour, pour faire hommage à Henri IV d'un poème qu'il avait composé en l'honneur de la famille royale. L'accueil qu'il en reçut l'encouragea : il lut quelques fragments de sa Henriade au monarque, qui y applaudit ; ce qui l'engagea à retourner promptement à Sedan, dans le dessein de travailler à ce poème, qu'il n'acheva point. 
Son séjour à Sedan fut bref : la même année il alla se fixer à Paris, où bientôt, il abjura le calvinisme.
La poésie ne lui fut pas fructueuse, quelques amis pourvurent d'abord à ses premiers besoins. Jean Morel, son compatriote, l’accueillit au collège de Reims, dont il était principal, et lui assigna, sur ses modiques revenus, les choses les plus nécessaires à la vie.
Il mourut le 15 novembre 1616, âgé de 72 ans, dans les locaux de ce collège de Reims.

## Publications
- Cantique de la paix, Paris : M. Prevost, 1570, 12 p., in-12 (avec musique; dédié au comte de Maulevrier, parrain de l'auteur.)
- La Renommée de Ch. de Navyère, sus les réceptions à Sedan, mariage à Mésière, couronnement à Saindenis, et entrées à Paris du Roy et de la Royne, poème historial divisé en 5 chants, Paris, 1571, in-8° .
- Harangve militaire av nom dv Pays Bas, avx chefs & gens de guerre du camp, pour le iour de bataille, 1578 .
- Pour-tombeau de don Jan, 1578
- Les cantiques saints mis en vers françois, partie sus chants nouveaux, et partie sus ceux d'aucuns psalmes, Anvers : impr. de Chr. Plantin, 1579
- Les douze Heures du jour artificiel. [In verse.] : avec annotations à la fin, Sedan : impr. Lys Royal, par A. Rivery, 1595, 194 p.
- Chant triomphal de la céleste victoire donnée au Roy tres chrestien près d'Yvry, le quatorziesme mars mil cinq cens quatre vingts dix, impr. de Guyot, 1590, 8 p.
- Vers et musique de Navières : au baptesme de Monseigneur le dauphin, et mes dames, fils et filles de Henry III, roy très-chrestien et de Marie, royne très-illustre de France et de Navarre, avec l'eschantillon de sa Henriade et de son Lucain, Paris : G. Lombard, 1606.
- Mémorial de feu père Ange, jadis duc et seigneur de Joyeuse, Lyon & Paris, 1608
- Alégresse et resjouissance publique pour la nativité de Mgr le duc d'Anjou, troisième fils, cinquième enfant de nos très-chrestiens roy et royne de France et de Navarre, à Fontainebleau, ce 25 jour d'apvril 1608, Paris : impr. de C. Chappellain, 1608.
- Epitaphe du Tres-Chrestien Henry le Grand, Lyon : Jean Poyet, 1610 .
- L'heureuse entrée au ciel du feu roy Henry le Grand : noble harangue de ses laïanges et sacrée prière des François, por le sacre du Roy nouveau, Paris, 1610.
- Les alliances royales et réjouissances publiques précédentes les solennitez du mariage des enfans les plus célèbres et augustes Roys de l'Europe, Lyon : Claude Cayne, iouxte la copie imprimée à Paris, 1612, 31 p.
- Prières publiques et procession générale pour l'entrée et sortie pacifique des Estats - François, latin, vers pour vers, Paris : Fleury Bourriquant, 1614 .
- Suite des quatrains de Navieres, G.S. : vouez a l'effigie royale, Leuée sur le pont des Henris le 23 du mois Auguste 1614. Et dediéz au retour des Majestez prochaines. Paris : Fleury Bourriquant, 1614 ou 1615
- Trespas et mémorial de la très-noble et sérénissime royne Marguerite et la ressemblance conforme d'elle au grand roy François son ayeul, Paris, 1615
- Monument de Monseigneur Adrian d'Amboise, évêque de Triguet et y décédé le 29 juillet 1616, 1616, in-8°, 16 p.
- Sur le concept et conseil vtile de l'vnion des riuieres, & conionction des Mers Françoises, par Monseigneur le president Ieannin, discourus par monsieur Bernard Aduoc

NOTE : Plusieurs dictionnaires indiquent qu'il aurait écrit une tragicomédie en alexandrins, intitulée Philandre, jouée en 1584, mais qui ne fut jamais imprimée. Cette pièce n'est connue que par une tradition incertaine .